# Lanvéoc
Lanvéoc település Franciaországban, Finistère megyében. Lakosainak száma 1951 fő (2022. január 1.). Lanvéoc Crozon községgel határos.

## Népesség
A település népességének változása:
| Lakosok száma | 1964 | 1945 | 1857 | 2229 | 2205 | 2172 | 2095 | 1970 | 1966 | 1951 |
|               | 1968 | 1982 | 1990 | 2006 | 2013 | 2015 | 2017 | 2019 | 2020 | 2022 |